# Alara fumata
Alara fumata är en insektsart som först beskrevs av Melichar 1914.  Alara fumata ingår i släktet Alara och familjen Derbidae. Inga underarter finns listade i Catalogue of Life.